# Eric van der Burg
Eric van der Burg (Amsterdam, 9 oktober 1965) is een Nederlands politicus voor de Volkspartij voor Vrijheid en Democratie (VVD). Sinds 6 december 2023 is hij lid van de Tweede Kamer. Van 2022 tot 2024 was hij staatssecretaris van Justitie en Veiligheid op het terrein van Asiel en Migratie.
Eerder was hij van 2004 tot 2010 en van 2018 tot 2019 fractievoorzitter in de gemeenteraad van Amsterdam en van 2019 tot 2022 lid van de Eerste Kamer. Van der Burg was van 2010 tot 2018 namens de VVD wethouder en tweede loco-burgemeester in Amsterdam. Hij beheerde van 2014 tot 2018 de portefeuilles Zorg en Welzijn, Sport en Recreatie, Ouderen, Ruimtelijke Ordening en Grondzaken en van 2010 tot 2014 de portefeuilles Zorg en Welzijn, Sport en Recreatie, Luchthaven, Personeel, Organisatie en Integriteit, Dienstverlening en Externe Betrekkingen en Dierenwelzijn.

## Jeugd, studie en loopbaan
Van der Burg groeide als kind op in Oosterwolde in Friesland. In 1975 verhuisde hij met zijn moeder en jongere broer naar Amsterdam-Zuidoost. In 1984 behaalde hij zijn vwo-diploma aan het Augustinus College, daarna studeerde hij van 1984 tot 1992 Nederlands recht en notarieel recht aan de Vrije Universiteit Amsterdam (niet afgemaakt). Van 1990 tot 1991 combineerde Van der Burg zijn studie, dienstplicht als sergeant vuurregelaar bij de stoottroepen in Ermelo en zijn werkzaamheden als stadsdeelraadslid in Amsterdam-Zuidoost waar zijn moeder 15 jaar in de deelraad had gezeten voor het CDA. Tot hij in mei 2010 wethouder werd was Van der Burg naast zijn politieke werk directeur van verschillende verzorgings- en verpleeghuizen in Amsterdam.

## Politieke loopbaan in Amsterdam
Eric van der Burg is sinds 1987 actief in de Amsterdamse politiek. Op zijn zeventiende werd Van der Burg lid van de VVD en bestuurslid in Zuidoost. Van 1992 tot 1997 was hij daar als stadsdeelwethouder verantwoordelijk voor de portefeuille Welzijn & Sport. In 1994 werden deze werkzaamheden voor enkele maanden onderbroken, omdat de VVD toen niet in de coalitie zat. In 2001 werd Van der Burg gemeenteraadslid voor de VVD in de Amsterdamse gemeenteraad. In 2004 koos de VVD-fractie Van der Burg als nieuwe fractievoorzitter. Bij de Amsterdamse gemeenteraadsverkiezingen in 2006 stond Van der Burg op de derde plek op de VVD-lijst, achter de wethouders Laetitia Griffith en Mark van der Horst. Na de verkiezingen werd hij weer fractievoorzitter.
Van der Burg werd driemaal op rij (2006, 2007 en 2008) in de jaarlijkse verkiezing van stadszender AT5 gekozen tot beste Amsterdamse raadslid. Met name zijn kritische en tegelijkertijd constructieve houding werd door de juryleden geprezen. In december 2006 kwam Van der Burg met het voorstel om een Canon van Amsterdam te maken. Inmiddels zijn de vijftig vensters vormgegeven. Op AT5 worden ze in beeld gebracht.
In mei 2010 trad hij aan als wethouder in een college van VVD, PvdA en GroenLinks. In zijn portefeuille heeft Van der Burg onder andere Zorg, Sport, Schiphol, Personeel & Organisatie en Dienstverlening. In zijn eerste termijn als wethouder wist Van der Burg het persoonsgebonden budget te behouden en startte hij de succesvolle aanpak van overgewicht bij kinderen. Amsterdam speelde tijdens zijn wethouderschap een leidende rol in de voorbereiding op de drie decentralisaties in de zorg. Daarnaast had hij de leiding over de personele hervorming bij de gemeente met als doel het worden van een kleinere, efficiëntere organisatie, met een verwachte krimp van 3000 fte. Op het gebied van sport is de sportparticipatie van Amsterdammers met circa 10 procent toegenomen.
In 2014 werd Van der Burg opnieuw geïnstalleerd als wethouder in een college van D66, VVD en SP. Naast zijn portefeuilles Zorg en Welzijn, Ouderen, Sport en Recreatie en Ruimtelijke Ordening, kreeg Van der Burg de taak om het erfpachtstelsel van de gemeente Amsterdam te hervormen. Als wethouder Sport haalde Van der Burg drie groepswedstrijden en een achtste finale van het Europees kampioenschap voetbal 2020 naar Amsterdam. Ook haalde hij voor het eerst de Europese kampioenschappen atletiek naar Nederland. De wedstrijden vonden in de zomer van 2016 plaats in het Olympisch Stadion, behalve de kwalificaties voor het speer- en discuswerpen die op het Museumplein werden gehouden. Van eind 2017 tot 10 januari 2022 werd Van der Burg voorzitter van de Koninklijke Nederlandse Atletiek Unie.
In 2017 kwam Van der Burg in het nieuws door zijn opmerking "hoe meer asielzoekers, hoe beter!". Over Amsterdammers die dat niet bevalt, zei Van der Burg: "In een eerste reflex zou je zeggen: als het je niet bevalt, pak een vliegtuig, of rijd met bus 114 de roomblanke provincie in."

## Landelijke politiek
Na de Eerste Kamerverkiezingen 2019 was hij van 11 juni 2019 tot 10 januari 2022 lid van de Eerste Kamer voor de VVD, waar hij onder meer ondervoorzitter was van de commissies onderzoekvoorstel parlementair onderzoek naar discriminatie in Nederland en parlementair onderzoek naar effectiviteit van antidiscriminatiewetgeving. Tussen januari 2020 en januari 2022 was hij voorzitter van de Commissie voor de milieueffectrapportage (m.e.r.).
Op 10 januari 2022 werd hij benoemd tot staatssecretaris van Justitie en Veiligheid, waarbij hij de portefeuille Asiel en Migratie kreeg. In deze hoedanigheid kreeg hij te maken met de asielcrisis. Vanwege de gezondheid van Van der Burg werd hij van 30 oktober tot en met 23 november 2023 vervangen door Christophe van der Maat als staatssecretaris. Vanaf 6 december 2023 combineerde hij zijn staatssecretariaat met het lidmaatschap van de Tweede Kamer.
Als staatssecretaris verdedigde Van der Burg in 2023 en 2024 het voorstel tot een Spreidingswet, het wetsvoorstel dat gemeenten naast het Rijk de wettelijke taak geeft om asielopvangvoorzieningen te bieden, waarbij een verdeelsleutel moet leiden tot een evenwichtiger spreiding van asielzoekers over het land. De VVD-fractie in de Tweede Kamer stemde in oktober 2023 tegen het wetsvoorstel. Na de verkiezingen voor de Tweede Kamer op 22 november 2023 poogde de fractie waarvan Van der Burg inmiddels deel uitmaakte, via een aangenomen motie de behandeling van het wetsvoorstel in de Eerste Kamer aan te laten houden. De Eerste Kamer ging hier niet op in. Op 15 en 16 januari 2024 verdedigde Van der Burg als demissionair staatssecretaris het wetsvoorstel in de Eerste Kamer. Aan het eind van het debat maakte VVD-woordvoerder Marian Kaljouw in de Eerste Kamer duidelijk dat haar fractie op basis van een belangenafweging had besloten het wetsvoorstel te steunen. De gespleten opstelling van de VVD leidde tot spanning in de coalitie-onderhandelingen over een nieuw kabinet. Het nieuwe kabinet trad aan op 2 juli 2024, waarmee Van der Burgs staatssecretariaat teneinde kwam. In 2024 werd de Thorbeckeprijs voor politieke welsprekendheid aan hem toegekend.

## Persoonlijk
Van der Burg is gescheiden en heeft twee kinderen.